# Prévalitaine

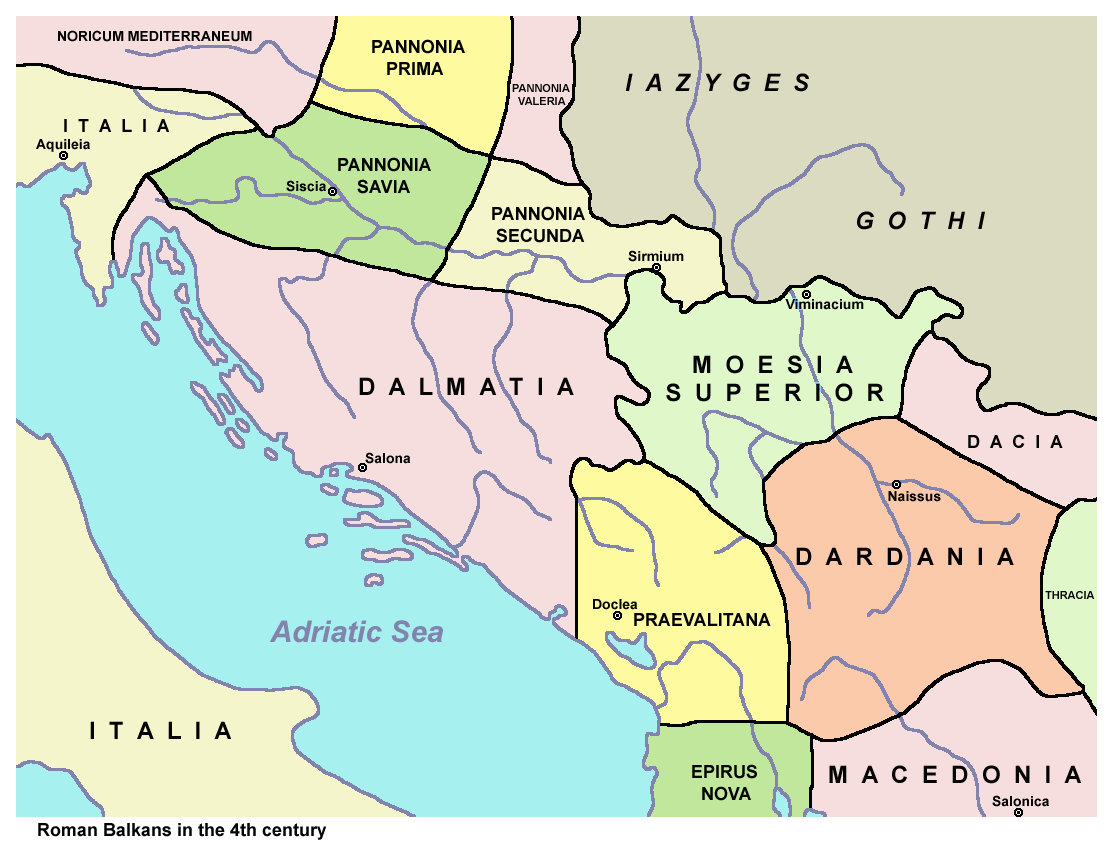
La Prévalitaine au IVe siècle.

La Prévalitaine (en latin Praevalitania ou Praevalitana) est une province romaine, recouvrant un territoire inclus dans les États modernes d'Albanie, du Kosovo, du Monténégro et de Serbie. 
Ses chefs-lieux étaient Scodra et Doclea. Les autres villes principales étaient : Anderva, Acruvium, Risunium, Butua. Ainsi que Siperantum (Peja), qui à partir du Ve – IXe siècle était également connue sous le nom de Pescium/Episkion (Cité épiscopale).

## Histoire
La défaite du roi Gentius en -168 à Scodra au cours de la troisième guerre d'Illyrie ouvre la voie à la conquête de la région par l'Empire romain. Quatre républiques-clientes sont alors créées, avant que l'Illyrie soit directement administrée par Rome en tant que province, avec Scodra pour chef-lieu.
En 10, l'Illyrie est divisée en Pannonie et Dalmatie. Les réformes de Dioclétien détachent la corne sud-est de la Dalmatie pour former la Prévalitaine, avec Doclea pour chef-lieu, et l'intègrent au diocèse de Mésie. La nouvelle frontière entre la Dalmatie et la Prévalitaine préfigure la future séparation entre l'Empire d'Occident et l'Empire d'Orient. 
Le diocèse de Mésie est par la suite divisé entre le diocèse de Macédoine au sud et le diocèse de Dacie au nord : la Prévalitane fait d’abord partie du premier avant d'être rattachée au second.
Les invasions slaves des VIe et VIIe siècles mettent fin à cette province, qui est remplacée à l'ouest par la principauté slave de Dioclée.